# Golf als Jocs Olímpics d'estiu de 2016
Als Jocs Olímpics d'Estiu de 2016, realitzats a la ciutat de Rio de Janeiro (Brasil), es disputaran dues proves de golf, una en categoria masculina i una altra en categoria femenina.
Les proves es realitzaran entre els dies 11 i 14 d'agost en categoria masculina i entre els dies 17 i 20 d'agost en categoria femenina al Campo Olímpico de Golfe.
Aquest esport retorna a la competició des de la seva última participació en l'edició de 1904.

## Comitès Participants

Nombre de golfistes masculins participants per país:
Quatre
Dos
Un
Cap

Nombre de golfistes femenins participants per país:
Quatre
Tres
Dos
Un
Cap

| NOC             | Homes | Dones | Total |
| --------------- | ----- | ----- | ----- |
| Alemanya        | 2     | 2     | 4     |
| Argentina       | 2     | –     | 2     |
| Austràlia       | 2     | 2     | 4     |
| Àustria         | 1     | 1     | 2     |
| Bangladesh      | 1     | –     | 1     |
| Bèlgica         | 2     | 1     | 3     |
| Brasil          | 1     | 2     | 3     |
| Canadà          | 2     | 2     | 4     |
| Colòmbia        | –     | 1     | 1     |
| Corea del Sud   | 2     | 4     | 6     |
| Dinamarca       | 2     | 2     | 4     |
| Espanya         | 2     | 2     | 4     |
| Estats Units    | 4     | 3     | 7     |
| Filipines       | 1     | –     | 1     |
| Finlàndia       | 2     | 2     | 4     |
| França          | 2     | 2     | 4     |
| Hong Kong       | –     | 1     | 1     |
| Índia           | 2     | 1     | 3     |
| Irlanda         | 2     | 2     | 4     |
| Israel          | –     | 1     | 1     |
| Itàlia          | 2     | 2     | 4     |
| Japó            | 2     | 2     | 4     |
| Malàisia        | 2     | 2     | 4     |
| Mèxic           | 1     | 2     | 3     |
| Marroc          | –     | 1     | 1     |
| Nova Zelanda    | 2     | 1     | 3     |
| Noruega         | 1     | 2     | 3     |
| Països Baixos   | 1     | –     | 1     |
| Paraguai        | 1     | 1     | 2     |
| Portugal        | 2     | –     | 2     |
| Regne Unit      | 2     | 2     | 4     |
| Txèquia         | –     | 1     | 1     |
| Rússia          | –     | 1     | 1     |
| Sud-àfrica      | 2     | 2     | 4     |
| Suècia          | 2     | 2     | 4     |
| Suïssa          | –     | 2     | 2     |
| Tailàndia       | 2     | 2     | 4     |
| Veneçuela       | 1     | –     | 1     |
| Xile            | 1     | –     | 1     |
| R.P. de la Xina | 2     | 2     | 4     |
| Xina Taipei     | 2     | 2     | 4     |

## Resum de medalles
| Event                      | Or                | Plata                | Bronze              |
| Men's individual detalls   | Justin Rose (GBR) | Henrik Stenson (SWE) | Matt Kuchar (USA)   |
| Women's individual detalls | Inbee Park (KOR)  | Lydia Ko (NZL)       | Shanshan Feng (CHN) |

## Medaller
| Posició | País            | Or | Plata | Bronze | Total |
| 1       | Corea del Sud   | 1  | 0     | 0      | 1     |
| 1       | Regne Unit      | 1  | 0     | 0      | 1     |
| 3       | Nova Zelanda    | 0  | 1     | 0      | 1     |
| 3       | Suècia          | 0  | 1     | 0      | 1     |
| 5       | Estats Units    | 0  | 0     | 1      | 1     |
| 5       | R.P. de la Xina | 0  | 0     | 1      | 1     |
| Total   | Total           | 2  | 2     | 2      | 6     |